# Helena González Burón
Helena González Burón es una investigadora española licenciada en Biología, Bioquímica y doctora en Biomedicina, especializada mecanismos moleculares de reparación del ADN, epigenética del cáncer. 
Ha considerado como parte de su desarrollo profesional la necesidad de la divulgación científica para dar visibilidad a la ciencia y su implicación en la sociedad. Es cofundadora de Big Van Ciencia en 2013, ejerciendo de responsable de educación científica, y autora de varios libros.

## Trayectoria
Helena González Burón nació en Salamanca, es licenciada en Biología por la Universidad de Salamanca, Bioquímica y doctora en Biomedicina por la Universidad de Barcelona en 2014, en el Instituto de Investigaciones Biomédicas de Barcelona. En Biología fue Premio Extraordinario de Tesina y en Bioquímica, Premio Extraordinario de Fin de Carrera.
Desde junio del 2014 hasta marzo del 2016  Helena González Burón ocupó el cargo de Public Engagement & Science Educaction officer del  Instituto de Investigación Biomédica (IRB Barcelona). En este Instituto de Investigación contribuyó junto a otros investigadores al descubrimiento de un gen crítico para el desarrollo de la placenta,  el gen TLK2, publicándose los resultados de la investigación en la revista del grupo Nature, Cell Death and Differentiation.
Durante su etapa de estudiante combinó sus estudios universitarios en biología con la formación y la actividad teatral, la pasión por el teatro la ha aplicado a la divulgación científica utilizando el humor y el rigor.
 

En su desarrollo profesional ha compaginado la investigación, la docencia y la divulgación. La investigación en el laboratorio ha dado paso a la investigación en nuevas aproximaciones pedagógicas con el fin de hacer atractiva la ciencia y favorecer un mayor interés y acercamiento al estudio científico haciéndolo entendible, amable a la vez que, riguroso e implicándose en la sociedad. Helena Gonzáles Burón opina que,  
“Entender la ciencia es apasionante. Pero nos falta todavía transmitir esa pasión a la gente. Necesitamos encontrar formatos, maneras de comunicar para transmitir toda la belleza de la ciencia y que no se quede, como muchas veces pasa, en charlas un poquito duras de digerir”. 
Helena González Burón también desarrolla contenidos académicos STEAM.  Interesada en la difusión de la enseñanza de la ciencia practica la educación disruptiva, que incorpora nuevas metodologías que tienen en cuenta los tiempos, los espacios y las innovaciones tecnológicas en los procesos educativos, permitiendo una formación completa del alumnado, a la vez que se desarrolla un crecimiento en lo personal y lo académico.

## Divulgación científica
Helena González Burón es cofundadora de Big Van Ciencia (www.bigvanciencia.com), un grupo formado por científicos que dan a conocer la labor de la ciencia mediante la comunicación a través de las artes escénicas y el humor, a la vez que desarrollan proyectos de educación científica en Europa y Latinoamérica, para ella considera que la divulgación científica es necesaria para dar a conocer a la sociedad el trabajo desarrollado en el campo de la ciencia, para contar lo que realmente se hace y contrarrestar el auge de algunas pseudociencias, en un intento de trazar puentes entre la ciencia y la sociedad.
Helena González Burón colabora como editora y redactora en National Geographic, en la revista  Muy interesante y en  RTVE.
Como co-fundadora de Big Van Ciencia (grupo de científicos monologuistas), ha desarrollado los contenidos divulgativos que mezclen ciencia y humor, trasladando este trabajo en espectáculos de teatro, libros, talleres y cursos de formación académica.
Como divulgadora científica en el campo de la biomedicina y la genética, desarrolla la sección de genética del programa televisivo Órbita Laika y la sección de ciencia del programa televisivo infantil El Reto en Clan
En 2013 fue finalista Famelab 2013, el concurso de monólogos científicos de la Fundación Española para la Ciencia y la Tecnología (FECYT).
Helena González Burón  ha participado impartiendo cursos de “técnicas de narración oral para contar la ciencia” en varias Universidades españolas (Barcelona, Santiago de Compostela, La Rioja, Salamanca, Valladolid, Burgos, la Universidad Internacional Menéndez Pelayo, etc), así como Universidades y centros de formación en América Latina (Universidad Autónoma de México, Universidad de Montevideo, Universidad de Antioquia, concursos Science Slam). 
Ha sido coordinadora pedagógicas en proyectos europeos como H2020-PERFORM y Erasmus +VALUART.

### Obras publicadas
- Tenemos menos genes que un brócoli... y se nota.
- Cómo explicar física cuántica con un gato zombi. Ed. Alfaguara
- La química es la cuestión.  Ed. Plataforma Editorial (2018)
- Ramón y Cajal. El científico que descubrió las neuronas de nuestro cerebro. (2020)
- Elementum y el gran robo de Naurú. (Coautora con Oriol Marimon Garrido y Elisabet Prats Alfonso)
- Cómo explicar genética con un dragón mutante "La ciencia más loca explicada de forma sencilla". (Coautora con Oriol Marimon Garridoy Javier Santaolalla Camino)